# Brackel
Brackel település Németországban, azon belül Alsó-Szászország tartományban. Lakosainak száma 1990 fő (2023. december 31.). Brackel Seevetal, Hanstedt, Toppenstedt és Marxen községekkel határos.

## Népesség
A település népességének változása:
| Lakosok száma | 1767 | 1878 | 1890 | 1957 | 1957 | 1973 | 1990 |
|               | 2014 | 2016 | 2017 | 2019 | 2021 | 2022 | 2023 |